# Mythos
 Der er for få eller ingen kildehenvisninger i denne artikel, hvilket er et problem. Du kan hjælpe ved at angive troværdige kilder til de påstande, som fremføres i artiklen.

Mythos er et græsk ølmærke som produceres af Mythos Brewery ltd.
Mythos Brewery ltd. blev etableret i 1970 under navnet Henninger Hellas S.A og producerede det tyske øl Henninger på licens. Efter et ejerskifte i 1992 ændrede det navn til Northern Greece Brewery Ltd, fokusset blev ændret, og øllet Mythos blev lanceret i 1997, hvilket gav så stor succes at det skiftede navn til Mythos Brewery ltd.
Mythos er i dag det andet største ølmærke i Grækenland efter den nederlandske Amstel og er det eneste store græske ølmærke.
Det er to typer Mythos øl, Mythos Hellenic Lager Beer og  Mythos Quality Lager Beer. Den sidste er svær at få fat i og  er almindelig i græske butikker.